# Enganche Garda

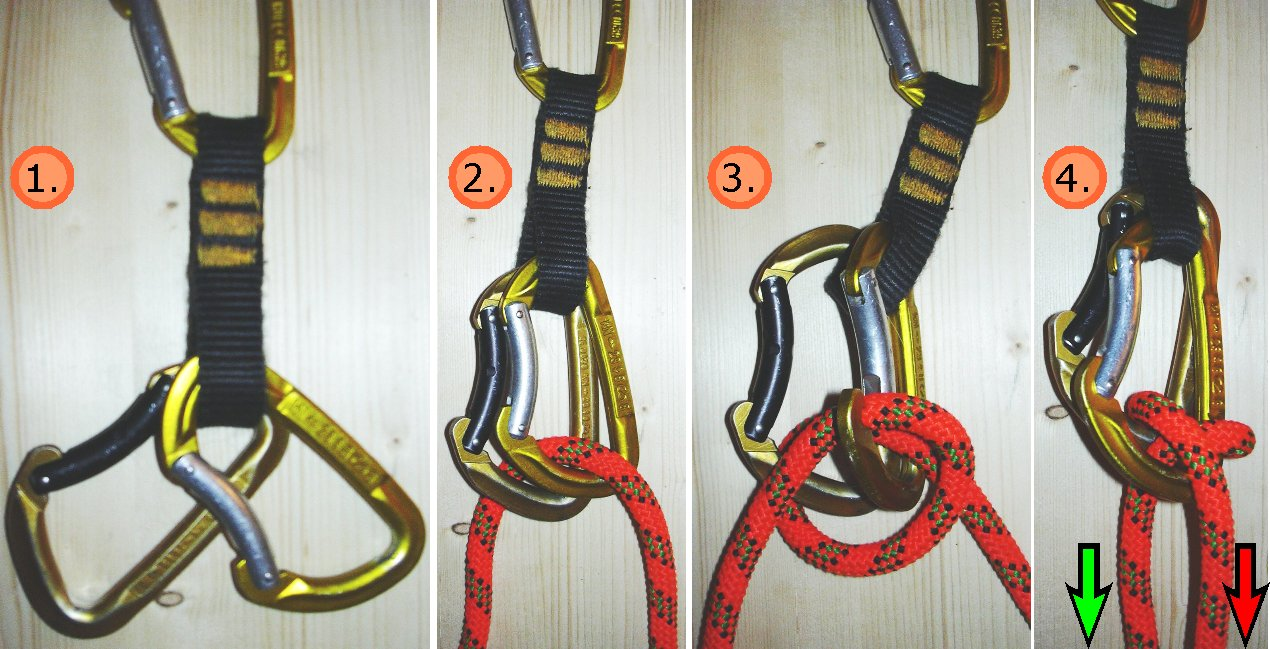
Enganche Garda, utilizado para escalada en roca y montañismo.

El enganche Garda  o nudo Garda, también conocido como Alpine Clutch, es un tipo de nudo de escalada que solo permite el movimiento en una dirección. Se emplea comúnmente en actividades de escalada y montañismo, como en sistemas de poleas para el transporte de cargas a través de un acantilado. No obstante, el nudo Garda presenta ciertas desventajas, como su dificultad para deshacerse bajo carga, su complicada inspección y la fricción adicional que añade al sistema de poleas. Resulta complicado determinar la dirección en la que la cuerda se moverá libremente y en la que se bloqueará simplemente observándola. Para realizar un nudo Garda, se requieren dos mosquetones similares y es más efectivo utilizar dos mosquetones ovalados idénticos. Aunque también se pueden emplear mosquetones en forma de "D", existe el riesgo de que se desprendan.

## Método de atado
Conecte los dos mosquetones ovalados a una eslinga o cordón con ambas puertas mirando hacia arriba y hacia afuera en la misma dirección. Para usar el enganche Garda con mosquetones "D", fíjelos a una eslinga o cordón de modo que queden uno al lado del otro con las puertas mirando hacia abajo y hacia afuera en la misma dirección. Luego, pase la cuerda a través de ambas puertas y pase el lado derecho de la cuerda a través del mosquetón izquierdo. Esto creará un giro simple alrededor de los dos mosquetones. Al tirar de los extremos de la cuerda, podrá ver que el enganche se bloquea en una dirección pero se mueve libremente en la otra. Se necesita algo de práctica para determinar qué extremo de la cuerda se moverá libremente cuando se tire; este es el extremo que sale entre los mosquetones, "separándolos". El otro extremo juntará los mosquetones, apretando la cuerda entre ellos y fijándola en su lugar.